# Ремізова Олександра Ісааківна
Олександра Ісааківна Ремізова (16 травня 1903, Тбілісі, — 20 листопада 1989, Москва) — російська і радянська актриса, театральна режисерка, педагог. Народна артистка РРФСР (1957).

## Життєпис
Олександра Ремізова народилася в родині лікаря. Навчалася в Харківській гімназії, по закінченні якої займалася в драматичній студії під керівництвом Вільнера при театрі Миколи Синельникова.
У 1920 році Олександра Ремізова вступила до Мансуровської студії, яка в тому ж році стала 3-ю студією МХТ, а в подальшому — Театром імені Євг. Вахтангова. У цьому театрі Ремізова служила до кінця свого життя, а на початку 1920-х грала в поставлених Євгеном Вахтанговим спекталях «Чудо святого Антонія» Моріса Метерлінка, «Весілля» Антона Чехова і «Принцеса Турандот» Карло Гоцці. Надалі яскраво заявила про себе як гострохарактерна актриса, серед кращих ролей — Марія Токарчук в «Інтервенції» Л. Славіна.
З другої половини 1930-х років Олександра Ремізова займалася переважно режисурою. Дебютним для неї став спектакль «Флорісдорф» за п'єсою Фридріха Вольфа (1936) — спільна постановка з П. Антокольським.
У роки німецько-радянської війни Олександра Ремізова була режисером фронтового філії Театру імені Євгена Вахтангова. Разом з бійцями 1-го Українського фронту філія пройшла шлях від Сталінграда до Берліна.
Серед найбільш відомих вистав, поставлених Олександрою Ремізовою, — «Перед заходом сонця» Гергарта Гауптмана, з Михайлом Астанговим у головній ролі, «Ідіот» за Федором Достоєвським, «Насмішкувате моє щастя» Леоніда Малюгіна, «На всякого мудреця досить простоти» Олександра Островського.
Як режисерка Олександра Ремізова працювала з багатьма видатними театральними художниками, включаючи Вадима Риндіна, Володимира Дмитрієва, Йосипа Сумбаташвілі, але її улюбленим художником був Микола Акімов, який оформив, зокрема, виставу «На всякого мудреця досить простоти». У свою чергу, Ремізова поставила кілька вистав у Театрі Комедії Акімова.

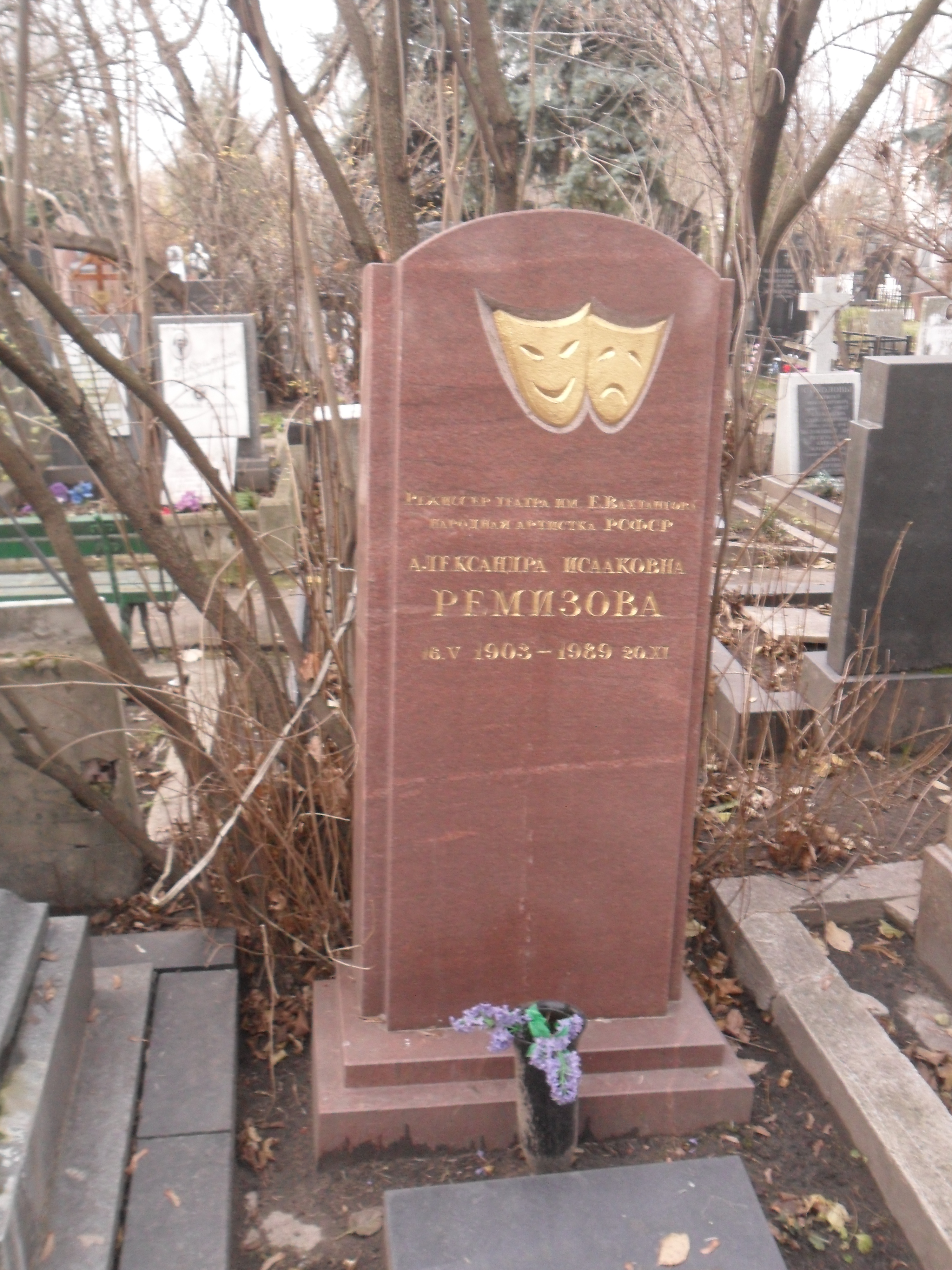
Могила Олександри Ремізової на Новодівичому кладовищі Москви.

Протягом ряду років Олександра Ремізова викладала акторську майстерність у Театральному училищі імені Бориса Щукіна.
Похована на Новодівочому кладовищі Москви.

## Почесні звання
- Заслужена артистка РРФСР (1946)
- Народна артистка РРФСР (1957)

## Творчість

### Акторські роботи в театрі
- 1921 — «Чудо святого Антонія» Моріса Метерлінка. Постановка Євгена Вахтангова — гостя
- 1921 — «Весілля» Антона Чехова. Постановка Є. Вахтангова — гостя
- 1922 — «Принцеса Турандот» Карло Гоцці. Постановка Є. Вахтангова — Зеліма
- 1924 — «Комедії Меріме». Постановка Олексія Попова — Перичолла
- 1924 — «Лев Гурич Синичкін» Дмитра Ленського — Варя
- 1928 — «Зойчина квартира» Михайла Булгакова — 3-я безвідповідальна дама
- 1929 — «Змова почуттів» Юрія Олеші — Зиночка
- 1933 — «Інтервенція» Лева Славіна. Постановка Р. Симонова — Марія Токарчук
- 1934 — «Людська комедія» Оноре де Бальзака. Постановка О. Козловського і Бориса Щукіна — Кораллі

### Театральні постановки
Театр імені Є. Вахтангова
- 1936 — «Флорісдорф» Фрідриха Вольфа (спільно з П. Антокольським)
- 1940 — «Небезпечний поворот» Джона Прістлі (спільно з А. Горюновим)
- 1941 — «Перед заходом сонця» Гергарта Гауптмана. Художник Володимир Дмитрієв
- 1946 — «Кому підпорядковується час» братів Турів, Лева Шейніна
- 1947 — «Приїздіть у Дзвонкове» Олександра Корнійчука
- 1948 — «Всі мої сини» Артура Міллера
- 1950 — «Знедолені» за мотивами роману Віктора Гюго. Художник Микола Акімов
- 1952 — «В наші дні» А. Софронова (спільно з Рубеном Симоновим)
- 1953 — «Європейська хроніка» Олексія Арбузова (спільно з Р. Симоновим)
- 1954 — «Перед заходом сонця» Г. Гауптмана (нова редакція)
- 1955 — «На золотому дні» за Д. Мамину-Сибіряку. Художник С. Ахвледіані
- 1956 — «Одна» Самуїла Альошина
- 1958 — «Ідіот» за романом Федора Достоєвського (інсценізація Юрія Олеші). Художник Ісаак Рабинович
- 1960 — «Дами і гусари» Александер Фредро. Художник С. Ахвледіані
- 1960 — «П'єса без назви» Антона Чехова
- 1962 — «Чорні птахи» Миколи Погодіна
- 1963 — «Залізний ангел» П. Ніліна
- 1963 — «Мільйонерка» Бернарда Шоу. Художник М. Акімов
- 1965 — «Насмішкувате моє щастя» Леоніда Малюгіна. Художник С. Ахвледіані
- 1968 — «На всякого мудреця досить простоти» Олександра Островського. Художник М. Акімов
- 1985 — «Ключ до сновидінь»[1]

Фронтова філія Театру ім. Є. Вахтангова
- 1942 — «Весільна подорож» В. Диховичного та М. Слобідського (спільно з А. Габовичем)
- 1942 — «Наш кореспондент» М. Меттера та Л. Левіна (разом з А. Габовичем та Ганною Орочко)
- 1943 — «Ласкаво просимо!» Олександра Штейна і З. Аграненко
- 1944 — «Десь у Москві» В. Масса та М. Червінського (спільно з А. Габовичем)[1]

Театр Комедії
- 1944 — «На жвавому місці» Олександра Островського (спільно з М. Акімовим)
- 1947 — «Про друзів-товаришів» (спільно з М. Акімовим)
- 1961 — «Милий брехун» («Милий брехун») Дж. Кілті
- 1973 — «Гра з кішкою»

### Роботи на телебаченні
- «Тупиковий художник» за Миколою Лєсковим (телеспектакль, разом з Л. Федотовим)
- «Людина йде вперед» (телеспектакль)
- «Бабусин роман» (телеспектакль)[1]